# 指定都市 自然エネルギー協議会
指定都市　自然エネルギー協議会（していとし　しぜんエネルギーきょうぎかい）とは、日本の自然エネルギーを普及促進する任意団体。

## 設立の経緯
2011年3月11日の東日本大震災を起因とする福島第一原子力発電所事故によるエネルギー危機を受け、災害に強い自然エネルギーの必要性が高まったとして、2011年7月27日、指定都市自然エネルギー協議会第1回総会が実施され、政令指定都市を正会員とする「指定都市 自然エネルギー協議会」が設立された。なお、同様の背景で設立された自然エネルギー協議会とは別団体。

## 沿革
2011年
- 7月27日 - 孫正義 ソフトバンク株式会社と17政令指定都市が、「指定都市 自然エネルギー協議会」を設立[1]。門川大作　京都市長が会長に就任（現任）

2013年
- 7月17日 - 新潟市が指定都市 自然エネルギー協議会に参加[2]

2015年
- 5月12日 - 熊本市が指定都市 自然エネルギー協議会に参加[3]

2016年
- 9月9日 - 自然エネルギー財団 設立5周年記念シンポジウム PARTIII「地域からのエネルギー転換 ―自然エネルギー協議会・指定都市 自然エネルギー協議会 設立5周年記念セッション―」に指定都市 自然エネルギー協議会 門川会長が登壇[4]

2021年
- 7月5日- 千葉市が指定都市 自然エネルギー協議会に参加。全20政令指定都市が指定都市 自然エネルギー協議会に加盟

2022年
- 3月2日 - 自然エネルギー財団 国際シンポジウム REvision2022 第2部10周年記念企画セッション「日本のエネルギー政策は変わったのか、変われるのか」に指定都市 自然エネルギー協議会 門川会長が登壇[5]

## 活動内容
- 自然エネルギーの普及・拡大に向けた会員間の情報共有
- 自然エネルギーの普及・拡大に向けた政策提言

## 会員構成

### 役員
- 会長 - 門川大作（京都市長）
- 副会長 - 高島宗一郎（福岡市長）
- 副会長 - 清水勇人（さいたま市長）
- 幹事 - 福田紀彦（川崎市長）
- 幹事 - 郡和子（仙台市長）

（2023年7月 改選）

### 事務局
- 事務局長 - 孫正義（ソフトバンクグループ株式会社　代表取締役 会長兼社長執行役員）

### 正会員（政令指定都市）
- 札幌市、仙台市、さいたま市、千葉市、横浜市、川崎市、相模原市、新潟市、静岡市、名古屋市、浜松市、京都市、大阪市、堺市、神戸市、岡山市、広島市、北九州市、福岡市、熊本市　  計20指定都市

### 準会員（法人）
- 約数十社